# Тепавчевич, Младен
Мла́ден Тепа́вчевич (серб. Младен Тепавчевић / Mladen Tepavčević; 26 октября 1976, Сараево) — сербский югославский пловец, выступал за национальные сборные Сербии, Югославии, Сербии и Черногории на всём протяжении 2000-х и в начале 2010-х годов. Участник летних Олимпийских игр в Афинах, финалист чемпионатов Европы и мира, победитель и призёр многих первенств национального значения в плавании брассом.

## Биография
Младен Тепавчевич родился 26 октября 1976 года в городе Сараево. Активно заниматься плаванием начал с раннего детства, проходил подготовку в Белграде в столичном спортивном клубе «Партизан». Специализировался на плавании брассом.
Дебютировал в составе югославской национальной сборной ещё в сезоне 2000 года, принимал участие в крупнейших международных соревнованиях, в том числе в чемпионатах Европы и мира по водным видам спорта. Многократный чемпион и призёр национальных первенств Югославии по плаванию брассом.
Благодаря череде удачных выступлений Тепавчевич удостоился права защищать честь страны на летних Олимпийских играх 2004 года в Афинах — в плавании на 100 метров брассом стартовал по восьмой дорожке в пятом предварительном заплыве и показал время 1.03,52. Этого оказалось недостаточно для попадания в полуфинальную стадию, в итоговом протоколе соревнований он расположился на 29 строке.
После афинской Олимпиады Младен Тепавчевич остался в основном составе гребной команды Сербии и Черногории и продолжил принимать участие в крупнейших международных соревнованиях. Так, в 2005 году он выступал на чемпионате мира по водным видам спорта в Монреале, в 2007 году был участником мирового первенства в Мельбурне, хотя оставался здесь вдалеке от призовых позиций. По итогам мельбурнского мирового первенства Тепавчевич прошёл квалификацию на Олимпийские игры 2008 года в Пекине, но по неизвестной причине так и не выступил на этих Играх. В течение нескольких лет представлял исландскую плавательную команду Sundfelag Hafnarfjardar. В 2013 году принял решение завершить карьеру профессионального спортсмена, уступив место в сборной молодым сербским пловцам.